# Ba chàng ngốc
Ba chàng ngốc (tựa gốc tiếng Anh: 3 Idiots) là phim điện ảnh hài chính kịch của Ấn Độ ra mắt năm 2009 do Rajkumar Hirani đạo diễn kiêm viết kịch bản với Abhijat Joshi, Vidhu Vinod Chopra sản xuất. Tác phẩm có sự tham gia của dàn diễn viên gồm Aamir Khan, R. Madhavan, Sharman Joshi, Boman Irani, Omi Vaidya và Kareena Kapoor.
Tác phẩm có nội dung xoay quanh tình bạn của ba sinh viên tại một trường đại học kỹ thuật của Ấn Độ, đồng thời mang tính đả kích những áp lực xã hội dưới hệ thống giáo dục Ấn Độ. Tác phẩm được kể lại theo hai cốt truyện song song, một ở hiện tại và một ở quá khứ cách đó 10 năm. Phim còn kết hợp cả những sáng chế có thật của Ấn Độ Lưu trữ ngày 20 tháng 12 năm 2024 tại Wayback Machine do Remya Jose, Mohammad Idris, Jahangir Painter và Sonam Wangchuk sở hữu.
Sau khi ra mắt, Ba chàng ngốc đã đón nhận đông đảo những lời tán dương và thành công rực rỡ về mặt thương mại kể từ thời điểm phát hành vào ngày 25 tháng 12 năm 2009. Đây là bộ phim điện ảnh có doanh thu cao nhất trong tuần mở màn tại Ấn Độ, phim Ấn Độ có doanh thu cao nhất trong ngày công chiếu tính đến thời điểm đó và nắm giữ kỷ lục phim Bollywood sinh lời lớn nhất trong tuần ra mắt. Tác phẩm còn là một trong số ít những bộ phim của Ấn Độ gặt hái được thành công tại các thị trường Đông Á như Nhật Bản và Trung Quốc tại thời điểm ra mắt, sau này đã góp phần nâng tổng mức doanh thu toàn cầu của phim lên con số 392 karor rupee—qua đó trở thành phim điện ảnh Ấn Độ có doanh thu cao nhất lúc bấy giờ. Phim còn gây ảnh hưởng xã hội về góc nhìn đối với nền giáo dục Ấn Độ.
Ba chàng ngốc đã thắng 6 giải Giải Filmfare trong có hạng mục Phim hay nhất và 3 giải điện ảnh Ấn Độ bao gồm cả hạng mục Phim đại chúng hay nhất. Trên bình diện quốc tế, phim đoạt Giải thưởng Lớn (Grand Prize) tại lễ trao giải Videoyasan Awards của Nhật, đồng thời còn giành đề cử cho Phim nói tiếng nước ngoài hay nhất của giải Viện Hàn lâm Nhật Bản và Phim nước ngoài hay nhất tại Liên hoan phim quốc tế Bắc Kinh của Trung Quốc. Tác phẩm được làm lại bằng tiếng Tamil với phiên bản có tựa Nanban và tiếp tục nhận được lời khen từ giới chuyên môn cũng như thành công về mặt thương mại, ngoài ra tác phẩm có một phiên bản lồng tiếng Telugu mang tên Snehitudu. Một bản phim làm lại khác của Mexico có tựa là 3 idiotas đã ra rạp vào năm 2017.

## Nội dung
Chuyện phim xoay quanh ba người bạn thân cùng học tại Học viện Cơ khí Hoàng gia (ICE). Họ có những hoàn cảnh, tính cách và sở thích khác nhau. Rancho là một anh chàng phóng khoáng, thông minh và đôi lúc còn rất liều lĩnh. Farhan (cũng là người dẫn chuyện trong phim) có ước mơ trở thành một nhiếp ảnh gia chuyên chụp ảnh động vật hoang dã, nhưng vì ước muốn của gia đình nên đã thi vào Học viện Cơ khí. Raju có niềm đam mê trở thành kỹ sư, nhưng ngoài sở thích cá nhân anh còn phải học với áp lực vực dậy kinh tế gia đình với bà mẹ là giáo viên về hưu, bố liệt giường và chị gái ế chồng do không có tiền sắm của hồi môn. Trở thành bạn của nhau, ba người đã cùng nhau vượt qua nhiều khó khăn và áp lực trong trường đại học. Với cá tính của mình, Rancho đã gây ảnh hưởng lớn đến hai người bạn, giúp họ vứt bỏ nỗi sợ hãi, sống thật với chính mình và vượt qua mọi khó khăn theo đuổi đam mê. Lối sống của ba anh chàng đã động chạm đến phương pháp giáo dục của ngài hiệu trưởng Viru Sahastrabuddhe (thường bị các sinh viên gọi là Virus) khiến ông có ác cảm và không ít lần gây khó khăn trong việc học tập của ba người. Trớ trêu thay, Rancho đã phải lòng con gái của hiệu trưởng là sinh viên y khoa Pia Sahastrabuddhe. Cho cô thấy một tình yêu đích thực và bản chất con người mình, Rancho cũng khiến Pia yêu mình. Ngoài hiệu trưởng còn có một người cũng thù ghét Rancho không kém là Chatur Ramalingam (có biệt danh Kẻ im lặng vì chỉ biết lao đầu vào học gạo, uống thuốc của lang băm và trung tiện không có tiếng động) vì Rancho đã vài lần trêu tức Chatur về thói học gạo và luôn làm cho Chatur chỉ là người xếp thứ hai trong lớp về thành tích học tập. Sau một lần bị Rancho biến thành kẻ ngốc trước toàn trường và bộ trưởng Bộ giáo dục, Chatur đã có một lời thề mười năm sau sẽ gặp lại Rancho để xem ai thành công hơn.
Trước kỳ thi tốt nghiệp vài tuần, một biến cố đã xảy ra. Do thành tích học tập thấp, Farhan và Raju bị Virus nêu gương xấu trước toàn trường. Tối hôm đó, ba người bạn uống rượu giải sầu, rồi kéo nhau đến nhà của Virus, vừa để Rancho đi tỏ tình với Pia (do Farhan và Raju hứa rằng họ sẽ quyết tâm theo đuổi lại đam mê nếu Rancho quyết tâm tỏ tình), và hai người còn lại trả đũa Virus. Sau đó trong cơn say, Raju đi tiểu lên cổng nhà. Phát hiện ra thủ phạm, Virus đe doạ đuổi học Raju trừ khi Raju tố cáo Rancho về những chuyện ngày hôm trước. Không muốn phản bội Rancho hay làm gia đình thất vọng, trong lúc Virus đang ngủ trưa, Raju đã nhảy lầu tự tử nhưng anh may mắn được cứu sống. Sau đó, Raju đi phỏng vấn việc làm và thành công, còn Farhan thì về thuyết phục gia đình cho theo đuổi ngành nhiếp ảnh. Khi tin Raju thành công trong việc phỏng vấn việc làm đến tai Virus, ông rất tức giận và tuyên bố trước Pia là chính ông sẽ là người ra đề thi nhằm đánh trượt Raju. Pia lập tức ăn cắp chiếc chìa khóa văn phòng của Virus và đưa cho Rancho để anh có thể lấy cắp bộ đề thi của Virus đưa cho Raju. Vào một đêm mưa bão, Rancho cùng với Farhan bắt đầu hành động nhưng không may bị Virus phát hiện và đuổi học cả ba người. Trong khi họ đang cuốn gói ra về thì gặp Mona, chị gái của Pia, đang bị đau đẻ nhưng do bão lớn nên không thể đưa tới bệnh viện được. Qua điện thoại, Pia bảo họ đem Mona vào phòng sinh hoạt tập thể và làm theo hướng dẫn của Pia để giúp Mona sinh. Trong khi đang làm thì bị cúp điện, Rancho lập tức đem chiếc máy chuyển điện Virus ra, tạo ra nguồn điện để có thể tiếp tục. Cuối cùng, đứa bé cũng ra đời. Virus rất xúc động và thán phục trước sự giỏi giang của Rancho, liền tha thứ cho cả ba người, cho phép họ thi tốt nghiệp.
Sau lễ tốt nghiệp, Rancho đã biến mất đột ngột và cũng từ đó bặt vô âm tín. Bỗng một ngày, Chatur đã gọi điện triệu tập Farhan và Raju về trường cũ vào đúng ngày mà mười năm trước Chatur đã có lời thề. Rancho không đến nhưng trước đó Chatur đã tìm được thông tin về địa chỉ của Rancho. Chatur muốn khoe mẽ sự thành đạt của mình trước Rancho, còn Farhan và Raju muốn gặp lại bạn cũ nên ba người cùng nhau đi tìm Rancho. Trong chuyến đi, họ đã dần hé lộ bí ẩn đằng sau thân phận của người bạn của mình. Cũng trong chuyến đi, Farhan và Raju đã trói Chatur lại, cướp xe và khiến Pia từ bỏ lễ cưới của mình để tham gia cuộc hành trình tìm kiếm Rancho. Tại địa chỉ mà Chatur tìm được, họ gặp được Rancho là một người đàn ông lạ mặt. Hỏi ra họ mới biết người bạn từng học với họ là một đứa trẻ mồ côi ham học, từng làm người hầu trong nhà, còn bản thân Rancho thật không thích học nên gia đình đã cho cậu bé người hầu lấy tên cậu chủ để đi học. Sau khi tốt nghiệp, trong khi cậu chủ nhận bằng thì người bạn của họ trở thành một giáo viên ở Ladakh.
Farhan và Raju đưa Pia, cùng Chatur bị khống chế trên xe, tới Ladakh. Tại ngôi trường cho trẻ em, họ thấy nhiều phát minh của bạn mình. Ba người bạn thân gặp lại nhau. Rancho đến được với Pia. Khi được hỏi danh tính thật thì Rancho cho biết mình là Phunsukh Wangdu, đối tác kinh doanh giàu có, nhà phát minh với hàng trăm bằng sáng chế mà Chatur mong mỏi được hợp tác. Khi biết tên thật của Rancho, Chatur rất hoảng sợ, cầu xin Phunsukh đừng cắt hợp tác với mình và nhận thua theo cách truyền thống của ký túc xá họ từng ở.

## Diễn viên
- Aamir Khan vai Ranchoddas "Rancho" Shamaldas Chanchad/Phunsukh Wangdu. Một anh chàng sinh viên phóng khoáng, thông minh và lạc quan, anh đã giúp hai người bạn Farhan và Raju vượt qua khó khăn. Vì phản đối phương pháp giáo dục cứng nhắc, nặng về lý thuyết của hiệu trưởng Virus, nên anh trở thành cái gai trong mắt Virus. Sau này, Rancho đạt thành tích cao, trở thành một nhà phát minh với hơn 400 bằng sáng chế, đối tác kinh doanh nổi tiếng mà cả Chatur lẫn người Nhật muốn được ký hợp đồng, và anh cũng là giáo viên tiểu học khi không làm việc.
- Kareena Kapoor vai Pia Sahastrabuddhe, con gái của hiệu trưởng Virus, một sinh viên y khoa đang thực tập. Mặc dù bị bố cấm cản, cô và Rancho vẫn yêu nhau.
- R. Madhavan vai Farhan Qureshi và cũng là người dẫn chuyện trong phim. Gia đình muốn anh trở thành kỹ sư nhưng anh lại muốn trở thành nhiếp ảnh gia. Ở cuối phim, Farhan đã xuất bản nhiều sách ảnh về động vật hoang dã.
- Sharman Joshi vai Raju Rastogi. Đến từ một gia đình nghèo với mẹ là giáo viên đã nghỉ hưu, bố là người đưa thư nhưng đang nằm liệt giường và chị gái không lấy được chồng, Raju bị ám ảnh về thành tích học tập nên kết quả rất kém. Tuy nhiên sau lần tự tử không thành công, cộng thêm sự giúp đỡ của Rancho, Raju trở nên cứng rắn hơn theo thời gian. Sau này, Raju trở thành một giám đốc điều hành rất thành công.
- Boman Irani vai Viru Sahastrabuddhe (Virus), hiệu trưởng trường học. Ông luôn muốn giữ phương pháp giảng dạy truyền thống theo lý thuyết là chính của trường, khiến cho ông trở nên trái ngược hẳn với Rancho. Đến cuối phim, ông mới tỉnh ngộ về cách giáo dục lạc hậu của mình.
- Omi Vaidya vai Chatur Ramalingam (Kẻ im lặng). Đến từ vùng Uganda, một vùng nói tiếng Tamil là ngôn ngữ chính, khả năng nói tiếng Ấn của Chatur rất kém, nên bị Rancho lợi dụng vào ngày lễ nhà giáo, khi anh được chọn lên phát biểu. Sau này Chatur trở thành phó chủ tịch một tập đoàn của Mỹ, cho đến khi anh phát hiện ra Rancho đã thành công hơn mình.
- Parikshit Sahni vai ông Qureshi, bố của Farhan. Bề ngoài khá nghiêm khắc và bảo thủ, nhưng trong trái tim của ông, ông luôn mong muốn con trai được hạnh phúc
- Javed Jaffrey vai Ranchoddas Shamaldas Chanchad thật, cậu chủ của Rancho
- Mona Singh vai Mona Sahastrabuddhe, chị gái Pia
- Sanjay Lafont vai Suhas Tandon, chồng hụt của Pia. Chỉ nghĩ đến tiền tài và vật chất, điểm yếu này đã bị Farhan và Raju lợi dụng để phá đám cưới và đưa Pia đi.
- Rahul Kumar vai Man Mohan (Millimeter) và Dushyant Wagh vai Centimeter, Milimeter sau này. Khi là sinh viên, anh kiếm thêm tiền bằng cách làm việc vặt cho sinh viên khác như ủi quần áo, làm hộ bài tập hay mua đồ. Sau này anh trở thành trợ giảng của Rancho.
- Amardeep Jha vai bà Rastogi, mẹ của Raju
- Farida Dadi vai bà Qureshi, mẹ của Farhan
- Arun Bali vai Shamaldas Chanchad, bố của Ranchoddas, ông chủ của Rancho. Ông khuyến khích cậu bé người hầu và cho phép cậu được đi học
- Ali Fazal vai Joy Lobo, một sinh viên có những đam mê về máy móc như Rancho. Sau khi Virus cho cậu ta biết cậu ta trượt tốt nghiệp vì sáng tạo không đúng cách, Joy tự tử.

## Phát hành

Áp phích chính thức của phim tại rạp.

Tại Việt Nam, Ba chàng ngốc từng khởi chiếu lần đầu tiên vào ngày 12 tháng 4 năm 2014 - tuần thứ hai của tháng phim chủ đề về tuổi trẻ, tại Trung tâm Phim ảnh TPD. Ngày 25 tháng 1 năm 2019, Đại sứ quán Ấn Độ phối hợp với Trung tâm Văn hóa Swami Vivekananda đã tổ chức buổi chiếu phim tại số 63 Trần Hưng Đạo, quận Hoàn Kiếm, Hà Nội.

## Nhạc phim
| Đánh giá chuyên môn | Đánh giá chuyên môn |
| Nguồn đánh giá      | Nguồn đánh giá      |
| Nguồn               | Đánh giá            |
| ------------------- | ------------------- |
| Bollywood Hungama   | [ 29 ]              |
| Behindwoods         | [ 30 ]              |
| Rediff              | [ 31 ]              |
| Planet Bollywood    | [ 32 ]              |

Nhạc phim sáng tác bởi Shantanu Moitra với phần lời chắp bút bởi Swanand Kirkire.
| Track listing    | Track listing             | Track listing                                    | Track listing |
| STT              | Nhan đề                   | Ca sĩ                                            | Thời lượng    |
| ---------------- | ------------------------- | ------------------------------------------------ | ------------- |
| 1.               | "Aal Izz Well"            | Sonu Nigam, Shaan, Swanand Kirkire               | 4:34          |
| 2.               | "Zoobi Doobi"             | Sonu Nigam, Shreya Ghoshal                       | 4:06          |
| 3.               | "Behti Hawa Sa Tha Woh"   | Shaan, Shantanu Moitra                           | 4:59          |
| 4.               | "Give Me Some Sunshine"   | Suraj Jagan, Sharman Joshi                       | 4:05          |
| 5.               | "Jaane Nahin Denge Tujhe" | Sonu Nigam                                       | 3:30          |
| 6.               | "Zoobi Doobi" (Remix)     | Sonu Nigam, Shreya Ghoshal                       | 3:27          |
| 7.               | "Aal Izz Well" (Remix)    | Sonu Nigam, Shaan, Swanand Kirkire, Jaive Samsun | 4:41          |
| Tổng thời lượng: | Tổng thời lượng:          | Tổng thời lượng:                                 | 29:22         |

## Đánh giá
Phim giành giải phim hay nhất và 15 giải khác của Học viện phim quốc tế Ấn Độ, 6 giải thưởng của Giải thưởng Filmfare, 3 giải của Giải thưởng phim quốc gia và nhiều giải khác. Trên trang rottentomatoes.com, phim nhận được đánh giá rất cao, 100% của giới chuyên môn, rating 92% của khán giả gần 20.000 người.

## Tái sản xuất
Một phiên bản làm lại với tên Nanban của trung tâm sản xuất phim tiếng Telugu ở Nam Ấn, công chiếu tháng 1.2012. Phiên bản làm lại của Mexico tên "3 Idiotas" được phát hành năm 2017.